# Нью-Шерон (Айова)
Нью-Шерон (англ. New Sharon) — місто (англ. city) в США, в окрузі Махаска штату Айова. Населення — 1262 особи (2020).

## Географія
Нью-Шерон розташований за координатами 41°28′12″ пн. ш. 92°39′3″ зх. д. / 41.47000° пн. ш. 92.65083° зх. д. (41.470103, -92.650924).  За даними Бюро перепису населення США в 2010 році місто мало площу 2,43 км², уся площа — суходіл.

## Демографія
Згідно з переписом 2010 року, у місті мешкали 1293 особи в 538 домогосподарствах у складі 368 родин. Густота населення становила 533 особи/км².  Було 590 помешкань (243/км²).
Расовий склад населення:
| - 99,1 % — білих - 0,4 % — корінних американців |

До двох чи більше рас належало 0,5 %. Частка іспаномовних становила 0,3 % від усіх жителів.
За віковим діапазоном населення розподілялося таким чином: 25,2 % — особи молодші 18 років, 56,7 % — особи у віці 18—64 років, 18,1 % — особи у віці 65 років та старші. Медіана віку мешканця становила 41,8 року. На 100 осіб жіночої статі у місті припадало 94,1 чоловіків;  на 100 жінок у віці від 18 років та старших — 90,7 чоловіків також старших 18 років.
Середній дохід на одне домашнє господарство  становив 65 586 доларів США (медіана — 57 065), а середній дохід на одну сім'ю — 72 863 долари (медіана — 60 100). Медіана доходів становила 39 097 доларів для чоловіків та 34 000 доларів для жінок. За межею бідності перебувало 9,6 % осіб, у тому числі 11,5 % дітей у віці до 18 років та 13,4 % осіб у віці 65 років та старших.
Цивільне працевлаштоване населення становило 616 осіб. Основні галузі зайнятості: виробництво — 23,2 %, освіта, охорона здоров'я та соціальна допомога — 20,5 %, роздрібна торгівля — 12,8 %, будівництво — 9,1 %.